# علامت جمعی
علامت جمعی، (به انگلیسی: collective trademark) نماد بازرگانی که برای تشخیص کالاها یا خدمات تولید شده یا ارائه شده توسط اعضای یک اتحادیه یا انجمن به کار می‌رود.
علامت جمعی نشانه‌ای است، که گاهی نیز برای متمایز کردن مبدأ جغرافیایی، شیوه ساخت، کیفیت یا سایر ویژگی‌های مشترک کالا و خدمات بنگاه‌های مختلف بکار می‌رود و با نظارت مالک آن که می‌تواند یک اتحادیه، تعاونی یا اشخاص حقوقی دیگر باشد، مورد استفاده قرار می‌گیرد.
بر پایه موافقت‌نامه در مورد جنبه‌های مرتبط با تجارت حقوق مالکیت فکری، همچنین براساس بند (۱) ماده ۷ مکرر کنوانسیون پاریس، کشورهای عضو اتحادیه متعهد می‌شوند، اظهارنامه مربوط به علائم دسته جمعی متعلق به اجتماعاتی را که وجودشان خلاف قوانین کشور مبدأ نیست، بپذیرند و از آن حمایت نمایند، حتی اگر این جماعت دارای یک مؤسسه صنعتی یا تجاری نباشند.